# Svenska mästerskapen i fälttävlan 1982
Svenska mästerskapen i fälttävlan 1982 avgjordes i Falsterbo . Tävlingen var den 32:e upplagan av Svenska mästerskapen i fälttävlan.

## Resultat
| Placering | Ryttare           | Häst        |
| --------- | ----------------- | ----------- |
| 1         | Sven Ingvarsson   | Doledo      |
| 2         | Michael Petersson | King Edward |
| 3         | Christian Persson | Joel        |